# ルガンスクの首長
ルガンスクの首長（ルガンスクのしゅちょう、ロシア語: Глава Луганской Народной Республики）は、ロシア連邦内ルガンスク人民共和国における政府の最高位の官職である。元来はウクライナ東部ルハーンシク州の一部を占拠した親ロシア派勢力が独立を自称したルガンスク人民共和国における元首に相当した。

## 概要
ロシア編入後の2022年12月に改正されたルガンスク人民共和国の憲法では、首長が元首に相当する役職である。憲法や法律に従って政策を決定し、また内外に対してルガンスクを代表する（第62条）。また執行機関の形成や人民評議会（以下、議会）で可決された法律に署名し公布する権利や議会に差し戻す権利（第65条）などを持っている。
首長は議会による間接選挙で選出され、任期は5年。立候補は30歳以上のロシア国民に限られる（第63条）。憲法第64条第1項に書かれた宣誓をもって就任する。
首長は議会の同意を得た上で閣僚評議会議長（以下、首相）を任命し、またその内閣を総辞職させる権利のほか、自らが閣僚評議会議長を務める権利を有する。首相の提案に基づいて閣僚評議会副議長（副首相）や閣僚、行政機関トップの任命・解任を行うが、議会がその任命に同意しない場合は就任できない（第71条）。
以下のような場合には任期を待たずに終了する（第67条、第68条）。その場合は首相が一時的に職務を代行するが、その場合でも首長が持つ議会解散権や憲法改正を提案する権利はない。またロシア大統領は選挙で選出された首長が就任するまでの間、首長代行を任命することができる（第69条）。
1. 死去した場合
2. 自由意志により自ら辞任を申し出た場合
3. 職務遂行に必要な能力がないと裁判所により認定された場合
4. ロシア大統領による解任
5. 裁判所により行方不明または死亡が宣告された場合
6. 裁判所が有罪判決を下した場合
7. ロシア外に永住権を求め出発した場合
8. ロシアの市民権を喪失した場合
9. 議会の不信任決議に関連した解任

2019年の改正憲法では秘密選挙による直接選挙で選出されていた。

## 歴代首長の一覧
元首格の役職名が人民知事であった時代にさかのぼって記載する。
| 代                                 | 肖像                                                          | 首長                                                 | 就任日                       | 退任日                       | 所属政党                     | 首相                                                             |
| ルガンスク人民共和国人民知事       | ルガンスク人民共和国人民知事                                  | ルガンスク人民共和国人民知事                         | ルガンスク人民共和国人民知事 | ルガンスク人民共和国人民知事 | ルガンスク人民共和国人民知事 | ルガンスク人民共和国人民知事                                     |
| ---------------------------------- | ------------------------------------------------------------- | ---------------------------------------------------- | ---------------------------- | ---------------------------- | ---------------------------- | ---------------------------------------------------------------- |
| 1                                  | アレクサンドル・ハリトーノフ（英語版）Александр Харитонов     | アレクサンドル・ハリトーノフ Александр Харитонов     | 2014年3月5日                 | 2014年4月21日                | PSP                          | （なし）                                                         |
| 2                                  | ヴァレリー・ボロトフ（英語版）Вале́рий Дми́триевич Бо́лотов      | ヴァレリー・ボロトフ Вале́рий Дми́триевич Бо́лотов      | 2014年4月21日                | 2014年5月18日                | Mil                          | （なし）                                                         |
| 代行                               | ゲンナジー・ツプカロフ（英語版）Генна́дий Никола́евич Цыпка́лов  | ゲンナジー・ツプカロフ Генна́дий Никола́евич Цыпка́лов  | 2014年5月13日                | 2014年5月17日                | n-p                          | （なし）                                                         |
| ルガンスク人民共和国首長           |                                                               |                                                      |                              |                              |                              |                                                                  |
| 1                                  | ヴァレリー・ボロトフ（英語版）Вале́рий Дми́триевич Бо́лотов      | ヴァレリー・ボロトフ Вале́рий Дми́триевич Бо́лотов      | 2014年5月18日                | 2014年8月20日                | n-p                          | ヴァシーリー・ニキーチン マラト・バシロフ                        |
| 2                                  | イゴール・プロトニツキ（英語版）И́горь Венеди́ктович Плотни́цкий | イゴール・プロトニツキ И́горь Венеди́ктович Плотни́цкий | 2014年8月20日                | 2017年11月24日               | ML                           | イゴール・プロトニツキ ゲンナジー・ツプカロフ セルゲイ・コズロフ |
| 3                                  | レオニード・パセチニクЛеони́д Ива́нович Па́сечник                | レオニード・パセチニク Леони́д Ива́нович Па́сечник      | 2017年11月24日               | 2022年10月4日                | ML                           | セルゲイ・コズロフ                                               |
| ロシア連邦ルガンスク人民共和国首長 |                                                               |                                                      |                              |                              |                              |                                                                  |
| 代行                               | レオニード・パセチニクЛеони́д Ива́нович Па́сечник                | レオニード・パセチニク Леони́д Ива́нович Па́сечник      | 2022年10月4日                | （現職）                     | ML                           | セルゲイ・コズロフ                                               |

### 所属政党
- ML：ルハーンシク地方の平和のため（英語版）
- PSP：ウクライナ進歩社会主義党（英語版）
- Mil：軍
- n-p：無所属